# Węgry na Zimowych Igrzyskach Paraolimpijskich 2006
Reprezentacja Węgier na Zimowych Igrzyskach Paraolimpijskich 2006 liczyła 2 sportowców.

## Reprezentanci Węgier

### Narciarstwo alpejskie
- Sandor Navratyil
- Agnes Vass

## Medale

### Złote medale
brak

### Srebrne medale
brak

### Brązowe medale
brak